# Théo Werneck
Marcos Theobaldo Werneck, mais conhecido por Théo Werneck (São Paulo, 13 de dezembro de 1961), é um ator, cantor, guitarrista e DJ brasileiro.

## Carreira

### Como ator
Nos anos 80, fez sucesso ao lado de Marisa Orth no grupo Luni, que também se utilizava de intervenções teatrais e performances, como cantor e guitarrista. É formado em artes plásticas pela FAAP.
Na década de 1990, Theo interpretou o personagem Machado, das aulas de Português, do programa Telecurso 2000.
Assim como Tadeu Menezes, interpretou o personagem Alencar, e Cláudia Spinelli interpretou Lígia.
Trabalhou ainda em programas como Rá-Tim-Bum (como o "Pinguim Pianista"), Castelo Rá-Tim-Bum (como o personagem Arnaldo (pai de Daniel) e como a voz do Tap, que é uma das botas do programa), e em minisséries como A Mulher do Prefeito (Rede Globo), Três Teresas e As Canalhas (GNT).

### Participações em programas de televisão
Na década de 90, Théo participou da produção musical e trilha sonora de programas da Bandeirantes, como o programa Superpositivo. Em 1997, foi convidado pelo diretor LP Simonetti para trabalhar no Programa H, ao lado de Luciano Huck na Bandeirantes, em São Paulo. Em 2000, foi integrante do programa O+.
Trabalhou ainda como DJ dos programas Charme, do SBT, e Tudo É Possível, da Record.

### Como músico
Em 1992, Théo foi o responsável pela direção musical da peça de teatro El Señor Presidente.
Nos anos 2000, realizou pesquisa musical para o filme Carandiru (2003), de Hector Babenco.
Em 2003, Théo participou como integrante (voz, guitarra e lap steel) da banda do projeto Brasil Rock Stars, de Andreas Kisser.
Em 2011, Théo foi o responsável pela trilha sonora das peças de teatro Sem Pensar e A Vida Que Eu Pedi, Adeus.
Em 2016, trabalhou na peça de teatro Galileu Galilei como diretor musical, compositor da trilha sonora e ator.

### Théo Werneck Blues Trio
O Théo Werneck Blues Trio é uma banda formada em 2001, com B.G. da Gaita, Paulo Tonella e Théo Werneck. A banda lançou em 2018 um CD acústico.

## Trabalhos

### Televisão
| Ano       | Programa                  | Papel/Personagem        | Notas                                                  | Ref.   |
| --------- | ------------------------- | ----------------------- | ------------------------------------------------------ | ------ |
| 1988      | Revistinha                | vários quadros          |                                                        | [ 10 ] |
| 1990–1994 | Rá-Tim-Bum                | Pinguim Pianista        |                                                        | [ 11 ] |
| 1992      | Você Decide               |                         | Episódio: " A Justiça de Deus"                         |        |
| 1994–1997 | Castelo Rá-Tim-Bum        | Arnaldo (Pai do Daniel) | Episódio: " Hora de Dormir"                            |        |
| 1994–1997 | Castelo Rá-Tim-Bum        | Tap                     | Apenas a voz                                           |        |
| 1995      | Telecurso 2000            | Machado                 | Aulas de Língua Portuguesa                             |        |
| 1997–1999 | Programa H                | Ele mesmo               | DJ                                                     | [ 12 ] |
| 1999–2000 | O+                        | Ele mesmo               | DJ e Repórter                                          | [ 1 ]  |
| 2000–2002 | Superpositivo             | Ele mesmo               | DJ                                                     | [ 13 ] |
| 2004–2008 | Charme                    | Ele mesmo               | DJ                                                     |        |
| 2008–2012 | Tudo É Possível           | Ele mesmo               | DJ                                                     | [ 14 ] |
| 2012–2014 | Pedro & Bianca            | Professor Toninho       |                                                        |        |
| 2013      | A Mulher do Prefeito      | Participação especial   |                                                        |        |
| 2013      | Três Teresas              |                         |                                                        |        |
| 2014      | As Canalhas               | Bernardo                | Episódio: "Isabella"                                   |        |
| 2018      | Assédio                   | Francisco Navas         | Episódios: " O Julgamento"; " O Processo"; " As Vozes" | [ 15 ] |
| 2019      | A Vida Secreta dos Casais | Gomes                   | Episódio:" Somos Todos Vigiados o Tempo Todo"          |        |
| 2021      | Sob Pressão               | Márvio                  | Episódio: "13 de outubro"                              |        |
| 2023      | Marcelo Marmelo Martelo   | Seu Manoel              |                                                        | [ 16 ] |
| 2024–2025 | A Caverna Encantada       | Tonico                  |                                                        |        |

### Videoclipes
| Ano  | Videoclipe (Banda - "Música")               | Papel                       | Ref.   |
| ---- | ------------------------------------------- | --------------------------- | ------ |
| 2001 | Charlie Brown Jr. - "Hoje Eu Acordei Feliz" | Herrera, chefe dos capangas | [ 17 ] |

## Cinema

### Filmes
| Ano  | Filme                                      | Papel                | Ref.   |
| ---- | ------------------------------------------ | -------------------- | ------ |
| 1995 | A Origem dos Bebês segundo Kiki Cavalcanti | Policial             |        |
| 1998 | E No Meio Passa Um Trem                    | Claudionor           | [ 18 ] |
| 2001 | Domésticas                                 | Ladrão               |        |
| 2002 | Durval Discos                              | DJ Theo              | [ 19 ] |
| 2004 | Firma, Meu!                                |                      | [ 20 ] |
| 2005 | O Casamento de Romeu e Julieta             | Homem no Táxi        |        |
| 2009 | Colegas                                    | Hércules, o pescador |        |
| 2011 | É Proibido Fumar                           | Tuco                 |        |
| 2014 | Lascados                                   | Pai de Déco          |        |
| 2015 | Entrando Numa Roubada                      | Policial #2          | [ 21 ] |
| 2015 | Que Horas Ela Volta?                       | Vandré               | [ 22 ] |
| 2016 | De Onde Eu Te Vejo                         | Kléber               |        |
| 2019 | O Homem Cordial                            | Nico                 |        |

## Teatro
| Ano  | Peça                      | Papel/Personagem                       | Ref.   |
| ---- | ------------------------- | -------------------------------------- | ------ |
| 1992 | El Señor Presidente       | Ator e diretor musical                 | [ 5 ]  |
| 2011 | Sem Pensar                | Trilha sonora                          | [ 7 ]  |
| 2011 | A Vida Que Eu Pedi, Adeus | Trilha sonora                          | [ 8 ]  |
| 2016 | Galileu Galilei           | Diretor musical, trilha sonora, e ator | [ 23 ] |

## Prêmios e indicações
| Ano  | Prêmio              | Categoria                           | Trabalho/Papel          | Resultado | Obs.                               | Ref.   |
| ---- | ------------------- | ----------------------------------- | ----------------------- | --------- | ---------------------------------- | ------ |
| 1999 | Festival de Gramado | Melhor Ator: Curta Metragem em 35mm | E No Meio Passa Um Trem | Venceu    | Prêmio dividido com Bruno Giordano | [ 24 ] |

## Discografia
Solo
- 2000 - DJ Théo Werneck - Rap O+

Com a banda Luni
- 1988 - Luni

Com o grupo Théo Werneck Blues Band
- 2007 - Diddley Bo

Participação em outros projetos
- 1990 - Álbum Música Serve Pra Isso, do grupo Os Mulheres Negras - Participação na faixa "Common Uncommunicability"
- 1995 - Álbum Karnak, da banda Karnak - Participação na faixa "Lee-o-Dua"
- 1999 - Álbum Tiazinha Faz a Festa, da Tiazinha - Remix na faixa 13 ("Doeu")
- 2008 - Álbum Kaumondá, da banda Sinhô Preto Velho –  Slide Guitar nas faixas "Anhangymuâ Iandé Oimosykié-E'ym (O Diabo Antigo Não Nos Assusta Mais)" e "Tobaiara Pysykaba (A Captura do Inimigo)"
- 2009 - Álbum Hubris I & II, de Andreas Kisser - Loop-intro na faixa "R.H.E.T"